# Kassandra (Vorname)
Kassandra (griechisch Κασσάνδρα) oder Cassandra (latinisierte Form) ist ein weiblicher Vorname.

## Herkunft und Bedeutung
Versuche aus der Antike, den Namen etymologisch zu erklären, sind nicht überliefert. Der byzantinische Gelehrte Johannes Tzetzes leitete den Namen im 12. Jahrhundert aus κάσις (kásis „Bruder“) und ἀνήρ (anḗr „Mann“) ab und schloss auf die Bedeutung „einen tapferen Mann zum Bruder habend“, eine Interpretation, die bis ins 18. Jahrhundert Bestand hatte und auch noch in Zedlers Universallexikon angeführt wurde. Spätere Autoren lehnten diese jedoch ab. Von einer Reihe späterer Hypothesen konnte sich keine in der Forschung durchsetzen und für Hjalmar Frisk gilt die Etymologie weiterhin als ungeklärt.
Bei Homer findet man Kassandra als die Tochter des Priamos und der Hekabe. Als Strafe dafür, dass sie Apollons Liebe nicht erwiderte, gab er ihr die Gabe einer Seherin, allerdings verfluchte er sie damit, dass niemand ihren Weissagungen Glauben schenken würde. So sieht Kassandra das Unglück des Trojanischen Pferdes über Troja hereinbrechen, doch niemand schenkt ihr Glauben – und so gerät sie in Gefangenschaft, wird als Sklavin nach Mykene verschleppt und dort getötet.

## Namensträgerinnen
Kassandra
- Kasandra Bradette (* 1989), kanadische Shorttrackerin
- Kassandra Davesne (* 1999), französische Tennisspielerin
- Kassandra Jappont (* 1994), französisch-kongolesische Handballspielerin
- Kassandra Luck (* 1993), Schweizer Unihockeyspielerin
- Kassandra Missipo (* 1998), belgische Fußballnationalspielerin
- Kassandra Wedel (* 1984), deutsche Tänzerin, Hip-Hop-Tanztrainerin und Schauspielerin

Cassandra
- Cassandra Bell, Filmschauspielerin und Model
- Cassandra Clare (* 1973), Schriftstellerin von hauptsächlich Jugend- und Fantasyromanen
- Cassandra Cruz (* 1982), US-amerikanische Pornodarstellerin
- Casandra Damirón (1919–1983), dominikanische Sängerin
- Cassandra Engel (* 1986), deutsche Handballspielerin
- Cassandra Fedele (1465–1558), italienische Humanistin
- Cassandra Fox (* 1982), britische Popsängerin
- Cassandra Gava (* 1959), US-amerikanische Filmschauspielerin
- Cassandra Harris (1948–1991), australische Schauspielerin
- Cassandra Jean (* 1985), US-amerikanische Schauspielerin
- Cassandra Kobinski (* 1991), philippinische Fußballnationalspielerin
- Cassandra Magrath (* 1981), australische Film- und Fernsehschauspielerin
- Casandra Montero (* 1994), mexikanische Fußballspielerin
- Cassandra Nanfack (* 1999), deutsche Handballspielerin
- Cassandra Peterson (* 1951), US-amerikanische Schauspielerin
- Cassandra Potter (* 1981), US-amerikanische Curlerin
- Cassandra Rios (1932–2002), brasilianische Schriftstellerin
- Cassandra Sawtell (* 1997), kanadische Schauspielerin
- Cassandra Schütt (* 1993), deutsche Musical-Darstellerin und Synchronsprecherin
- Cassandra Steen (* 1980), US-amerikanische Popsängerin
- Cassandra Tollbring (* 1993), schwedische Handballspielerin
- Cassandra Wilson (* 1955), US-amerikanische
- Cassandra Tate (* 1990), US-amerikanische Hürdenläuferin

## Sonstiges
Auch heute noch gibt es den Ausdruck Kassandrarufe für negative Einschätzungen von allgemein positiv gesehenen Ereignissen. Eine moderne Bearbeitung des Kassandrathemas stammt von Christa Wolf.